# أميجا 600
أميجا 600، يُعرف أيضاً بـ أيه 600 (الأسم الرمزي «حشرة يونيو» وذلك تيمنا بـ B-52s)، هو جهاز كمبيوتر منزلي (Home computer) تم تقديمه في معرض سيبت في مارس 1992. الطراز أيه 600 هو الطراز النهائي لشركة كومودور إنترناشونال استنادًا إلى معالج موتورولا 68000 (Motorola 68000) ومجموعة شرائح أميجا المُحسنة (Amiga Enhanced Chip Set). وهو في الأساس إعادة تصميم لـ أميجا 500 بلس (Amiga 500 Plus)، مع خيار محرك أقراص صلبة داخلي ومنفذ PCMCIA. والجانب الملحوظ في أيه 600 هو حجمه الصغير. بسبب افتقاره إلى لوحة مفاتيح رقمية (Numeric keypad)، فإن جهاز أيه 600 أكبر بقليل من لوحة المفاتيح القياسية للكمبيوتر الشخصي (14 بوصة عرضاً ب 9.5 بوصة وطول 3 أضعاف ويزن حوالي 6 أرطال). تم شحنه مع أميغا أو إس 2.0، والتي تعتبر بشكل عام أكثر سهولة من الإصدارات السابقة من نظام التشغيل.

## روابط خارجية
- History page
- The Extreme A600 Upgrade Page
- A600 specifications and motherboard photos
- More A600 specifications including processor and RAM upgrades
- Amiga-Stuff hardware information
- Famous Amiga Uses

لم يتم العثور على روابط لمواقع التواصل الاجتماعي.